# ナデシコですから
『ABC創立65周年記念連続ラジオドラマ ナデシコですから』（エービーシーそうりつろくじゅうごしゅうねんきねんれんぞくラジオドラマ ナデシコですから）は、2016年6月27日から9月23日まで、ABCラジオが平日 6:15 - 6:30（JST）に放送していたラジオドラマ。

## あらすじ
少女時代からラジオ番組を愛聴していた女子大生・岡野撫子は、大学からの卒業を控えて進路に悩んだあげく、地元・東京のラジオ局「ワクワクラジオ」のディレクターになることを志した。しかし、希望していた正社員としての就職は叶わず、契約社員としてディレクターとしてのキャリアを積む。
やがて、ラジオ番組の取材へ向かう途中に、大和陽一郎と出会う。陽一郎は、人気俳優・大和コーイチローの双子の兄にして、大阪で総合食品卸問屋を営む有名な資産家・大和家の御曹司でもあった。
撫子は、紆余曲折を経ながら、陽一郎との結婚を意識するようになる。その矢先に、陽一郎が大阪の会社へ再就職。撫子も、契約ディレクターとしての仕事振りを高く評価したワクワクラジオから、正社員への転身を打診される。
結局撫子は、自身のキャリアアップを諦める一方で、「大和撫子」になることを決意。陽一郎の妻として、大阪で暮らす道を選んだ。ところが、その二人の前に、陽一郎の母・松子が立ちはだかる。伝統を重んじる松子は、大和家の屋敷が建つ大きな敷地の一部に、新居を構えることを結婚の条件として提示。この条件の下で事実上の2世帯同居を余儀なくされた撫子は、さまざまなギャップを前向きに乗り越えながら、「ナデシコブログ」を立ち上げることで新たな生きがいを見出す。

## 出演
主人公
- 岡野撫子 - 清水富美加

岡野家
- 美由紀 - 熊谷真実
- 太陽 - 稲葉友
- 久美子 - 久世星佳

大和家
- 松子 - 山村紅葉
- 圭一郎 - 相島一之
- 陽一郎 - 桐山漣
- コーイチロー - 桐山漣

大学時代の友人
- 亜里沙 - 小島梨里杏
- まり - 堀田茜

恩人
- リリー - 水野久美

ワクワクラジオのスタッフ
- 専務・白木谷 - 神保悟志
- 山泉仙六 - 神谷明
- めぐみブライトマン - 小沢真珠
- モモンガ - 大和田健介
- グチヤマ - 太田正一

その他
- 語り - 国木田かっぱ

放送回によっては、ABCラジオの番組パーソナリティ（道上洋三・桑原征平・三代澤康司・伊藤史隆など）が特別に登場。同局のレギュラー番組・出演者にちなんだ役柄・エピソードを盛り込むこともあった。
総合演出を担当した橋本祐子（放送時点では朝日放送ラジオ局長補佐兼編成業務部長）によれば、朝日放送のラジオ本放送開始65周年企画の一環として制作することが決まったことを受けて、単発ラジオドラマの制作で実績のある橋本自身が脚本を執筆。同局から破格の制作費を計上されたうえで、女優やタレントとして当時多忙を極めていた清水のスケジュールに合わせるべく、全65話を6日間で収録したという。なお、橋本は2018年3月に朝日放送（当時）を退職。退職後は、著述活動に専念している。

## スタッフ
- 総合演出・脚本 - 橋本祐子(ABC)
- 音楽 - 松永貴志
- 技術 - 平間淳司(ABC)
- 総合プロデューサー - 金子誉(ABC)
- プロデューサー - 安元嘉希(ABC)
- アシスタントプロデューサー - 新名幹大(ABC)
- 校正・キャスティング - 南佳澄
- スペシャルサンクス - 稲垣飛鳥（元『ABCミュージック21』ディスクジョッキー 稲垣飛鳥ブログ）、駿河台大学メディア情報学部・大久保ゼミ、斎賀ゼミの皆さん
- 主題歌 - n-buna ｢花降らし」

## 協賛スポンサー
- NEC
- JR西日本
- タケモトピアノ
- ビオフェルミン製薬

## インターネットへの展開
ニコニコ動画では、ABCでの放送開始に合わせて、公式チャンネル「ナデシコチャンネル」を開設。ABCで直近に放送された回の音源を、放送終了直後（当日6:30）から1週間限定でインターネット向けに配信している。また、劇中に使われる効果音についてのクイズや、出演者のインタビューなどを収録した「スペシャル動画」を随時公開。さらに、最終放送日（2016年9月23日）から1週間限定で、全65話の音源一斉配信を実施している。

## 放送終了後の展開
当番組から派生した以下のコンテンツを、2017年3月12日から、「ABCかうも。」（ABCラジオが運営する通信販売サイト）・Amazonおよび、大阪府・兵庫県・京都府内にあるジュンク堂書店の主要店舗限定で発売。
- ABCラジオ　連続ラジオドラマ「ナデシコですから」～オリジナル・サウンドトラック～
  - 当作品のテーマ曲「なでしこ」、エンディングテーマ曲「花降らし」をはじめ、劇中で使われた楽曲などを合計20曲収録。
- ABCラジオ　連続ラジオドラマ「ナデシコですから」公式ブログブック～色とりどりに温故知新～
  - 「ナデシコブログ」（「主人公の岡野撫子が執筆する」との設定で放送期間中に毎日更新していたブログ）をベースに、新たな写真・イラスト・コラムや、ドラマの概要・あらすじを加えたオールカラーのムック。